# Olivia Löfqvist
Olivia Linnèa Josephine Löfqvist (* 13. Juli 1997 in Hörby, Schweden) ist eine schwedische Handballspielerin, die dem Kader der schwedischen Nationalmannschaft angehört.

## Karriere

### Im Verein
Löfqvist erlernte das Handballspielen in ihrer Geburtsstadt beim ortsansässigen Verein IK Lågan. Im Jahr 2013 schloss sie sich dem Verein IK Pandora an, der in Ystad beheimatet ist. Dort spielte sie im Rückraum und wurde später zur Kreisspielerin umgeschult. Ab dem Jahr 2015 stand sie sieben Jahre lang beim schwedischen Erstligisten LUGI HF unter Vertrag. Anschließend wechselte Löfqvist zum norwegischen Erstligisten Storhamar Håndball. Mit Storhamar Håndball gewann sie 2024 die EHF European League und den norwegischen Pokalwettbewerb sowie 2025 die norwegische Meisterschaft. Im Sommer 2025 schloss sie sich dem dänischen Erstligisten Team Esbjerg an.

### In Auswahlmannschaften
Löfqvist lief anfangs für die schwedische Jugend- sowie für die Juniorinnennationalmannschaft auf, für die sie insgesamt 52 Länderspiele bestritt. Mit diesen Auswahlmannschaften nahm sie an der U-17-Europameisterschaft 2015, an der U-18-Weltmeisterschaft 2016, an der U-19-Europameisterschaft 2017 und an der U-20-Weltmeisterschaft 2018 teil. Am 3. März 2023 gab sie ihr Länderspieldebüt für die schwedische A-Nationalmannschaft. Nachdem sich Sofia Hvenfelt bei den Olympischen Spielen 2024 schwer verletzt hatte, rückte Löfqvist in das schwedische Aufgebot auf.